# Ousmane Mbengue
Ousmane Mbengue, né le 3 janvier 1991 à Dakar (Sénégal), est un footballeur international sénégalais qui joue au poste d'ailier droit à l'US Gorée.

## Biographie
Ousmane Mbengue est un footballeur sénégalais né le 3 janvier 1991 dans la ville de Dakar qui évolue au poste d'ailier droit. Il a été formé par l'US Gorée où il évolue de 2010 à 2014 avant de rejoindre le championnat d'Éthiopie avec le Saint-George SC puis le championnat marocain avec le Kénitra AC en 2015. 
Après avoir contacté une blessure qui l'écarte des terrains depuis juillet 2016, Ousmane Mbengue retourne au Sénégal et s'engage avec avec son club formateur en juillet 2018. En juillet 2019, il s'engage avec le club le plus titré du Sénégal de ASC Jaraaf. 
Ayant évolué trois saisons avec le club de la Médina, Ousmane Mbengue rejoint de nouveau le Maroc en signant avec le CA Khénifra en septembre 2022 avant de rejoindre à nouveau l'US Gorée en janvier 2023 où il fait partie des piliers de l'attaque du club insulaire depuis son arrivée,.